# Literatura fantastycznonaukowa w Polsce

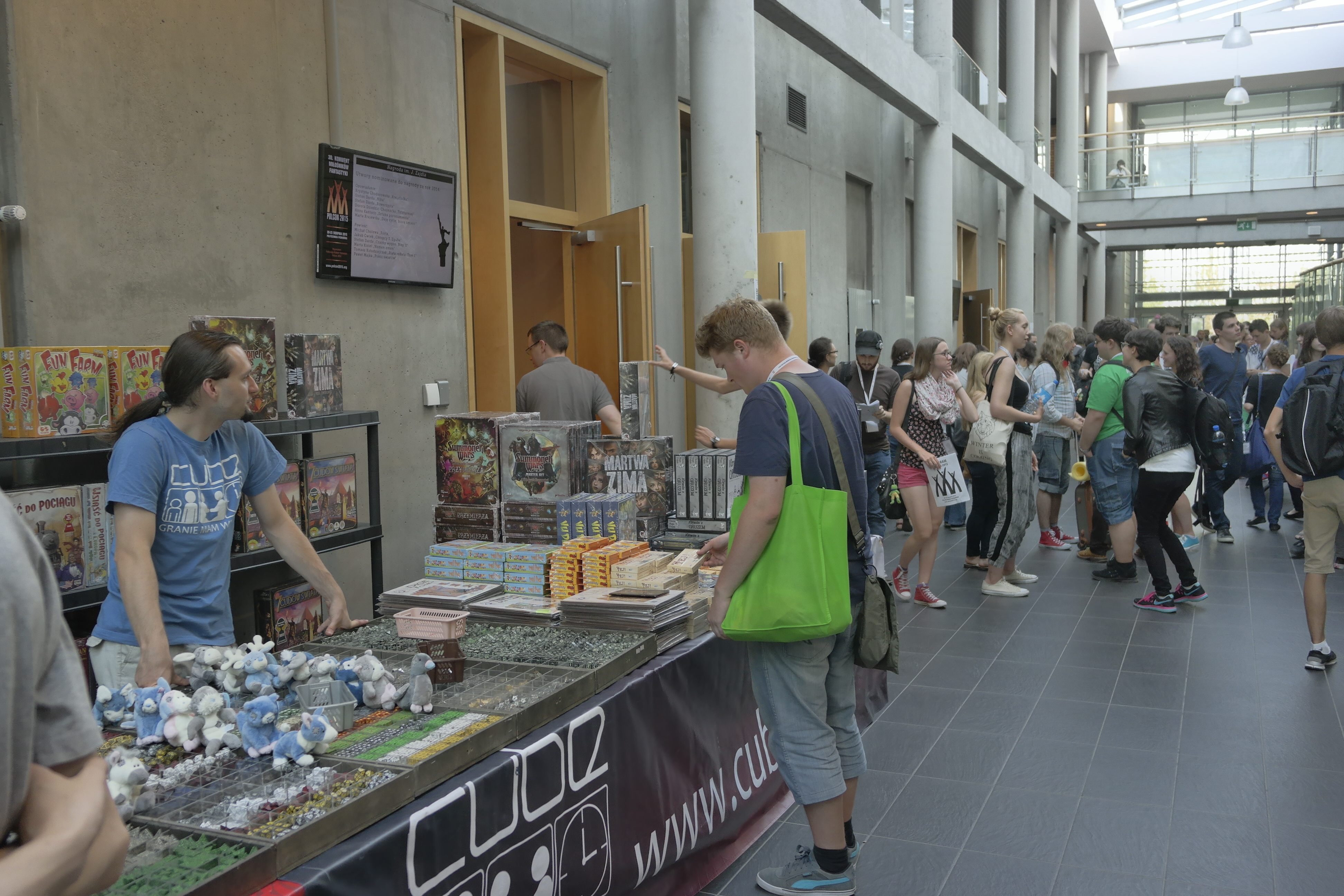
XXX Polcon w Poznaniu (2015)

Literatura fantastycznonaukowa w Polsce – fantastyka naukowa jako gatunek w literaturze polskiej pojawiła się pod koniec XIX wieku pod wpływem twórczości Jules’a Verne’a. Sam termin fantastyka naukowa został użyty po raz pierwszy w recenzji jednej z książek Stanisława Lema, uznawanego za najwybitniejszego przedstawiciela polskiej literatury fantastycznonaukowej. W latach 70. XX wieku pojawiły się pierwsze organizacje fandomu, a wraz z nimi pierwsze fanziny.

## Historia

### Do 1918

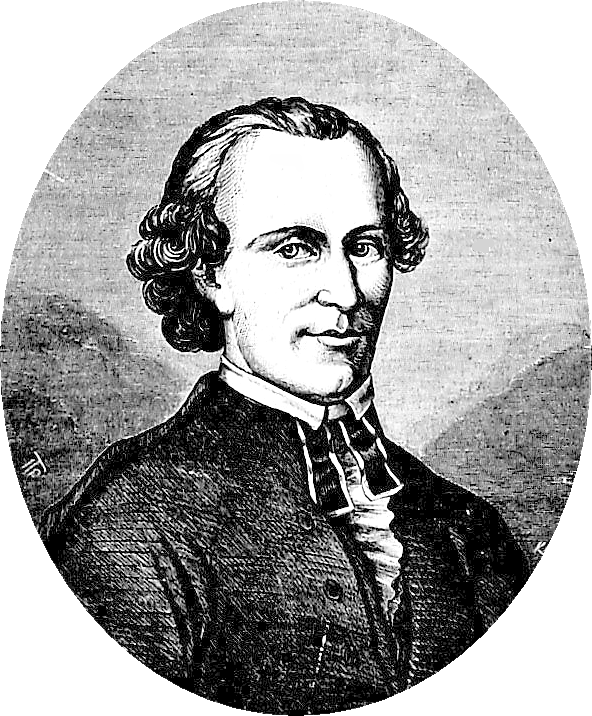
Michał Dymitr Krajewski – autor pierwszego w literaturze polskiej opisu podróży na Księżyc

Polska fantastyka naukowa wyrosła na gruncie literatury utopijnej. W 1785 ukazała się powieść Wojciech Zdarzyński, życie i przypadki swoje opisujący autorstwa Michała Dymitra Krajewskiego, która jako pierwsza w literaturze polskiej opisała wyprawę na Księżyc. Aby uprawdopodobnić fabułę, Krajewski wykorzystał balon jako środek podróży. Opisy latających maszyn, broni szybkostrzelnej oraz przyszłości medycyny znaleźć można w Podróży do Kalopei, do kraju najszczęśliwszego na świecie... Wojciecha Gutkowskiego z 1817. W polskim oświeceniu fantastyczność demaskowana była zazwyczaj pod koniec utworu, tak jak ma to miejsce w Rękopisie znalezionym w Saragossie Jana Potockiego, gdzie pojawienie się zjaw jest kpiną racjonalnego autora z przesądów. W epoce romantyzmu elementy fantastyczne znaleźć można w utworach inspirowanych twórczością ludową, takich jak Ballady i romanse Adama Mickiewicza lub Balladyna Juliusza Słowackiego, a także w powieści gotyckiej. Należy dodać, iż Mickiewicz zainteresowany był „przyszłością” oraz planował napisanie utopii, w której ważną rolę odgrywałaby technika. W latach 40 XIX wieku Cyganeria Warszawska czerpała motywy fantastyczne z twórczości ludowej oraz niemieckiego romantyzmu, szczególnie Ernsta Theodora Amadeusa Hoffmanna. Jednym z utworów tego okresu bliskich konwencji fantastyki naukowej jest powieść historyczna Józefa Bohdana Dziekońskiego Sędziwoj z 1845. W 1858 ukazała się Podróż po Księżycu odbyta przez Serafina Bolińskiego Teodora Tripplina, która antycypowała pozytywistyczne powieści o wynalazkach. Fantastyka naukowa epoki pozytywizmu obejmowała popularnonaukowe pogadanki o celach dydaktycznych (np. Baśń o niezgodnych królewiczach Marii Julii Zaleskiej czy Gucio zaczarowany Zofii Urbanowskiej) oraz utwory o „cudownych wynalazkach” (np. Niewidzialny Sygurda Wiśniowskiego czy epizod paryski w Lalce Bolesława Prusa). Oba nurty wywodziły się z programu pozytywistów, który obejmował m.in. promowanie nauk przyrodniczych. W latach 1901–1910 wydano Trylogię księżycową Jerzego Żuławskiego. Zdaniem Antoniego Smuszkiewicza

przez wiele lat fantastyka polska rozwijała się niejako w cieniu Jerzego Żuławskiego, ale żaden z utworów do czasów Stanisława Lema nie dorównał trylogii ani wagą poruszanych zagadnień, ani walorami literackimi.

Fantastyka naukowa Młodej Polski wiązała się z zainteresowaniami epoki: zjawiskami paranormalnymi i przyczynami zaburzeń osobowości. Przykładowo Antoni Lange w swojej twórczości tłumaczył w sposób racjonalny zjawiska spirytystyczne i przejawiał zainteresowania współczesną nauką. Bardziej stonowana, w starszym stylu pozytywistycznym była twórczość Władysława Umińskiego (np. Na drugą planetę, 1895).

### 1918–1939
W polskiej fantastyce naukowej dwudziestolecia międzywojennego zaczęto stosować groteskę, głównie w celach satyrycznych. Pojawiają się nowi autorzy oraz nowe problemy. Wśród nowych tematów szczególnie eksploatowany był cudowny wynalazek (np. Eliksir profesora Bohusza Stefana Barszczewskiego z 1923), którego motyw pojawiał się również w powieści kryminalnej (np. Błękitny szpieg Jerzego Bohdana Rychlińskiego z 1926) i przygodowej (np. Wyspa elektryczna Edwarda Krügera z 1925, Wyspa Mędrców Marii Buyno-Arctowej z 1930). Katastrofizm epoki doprowadził do tworzeniach od lat 20. powieści o przyszłości, w których fabułach często pojawia się katastrofa, w tym taka o rozmiarach kosmicznych. W literaturze popularnej był to kataklizm odwracalny lub taki, z którego udawało się uratować „reprezentantów najwyższych wartości zamierającej cywilizacji” (wyjątkiem jest Ostatni na Ziemi Wacława Niezabitowskiego), co umacniało przekonania o możliwości przezwyciężenia każdego niepowodzenia, często dzięki działaniom bohaterów o polskim pochodzeniu. W literaturze wysokiej motyw katastrofy był prezentowany w formie groteski (np. Nienasycenie Stanisława Ignacego Witkiewicza, S.O.S. Jalu Kurka). W latach 30. zagrożenie konfliktem zbrojnym spowodowało zanik popularnej prozy poświęconej kataklizmom, a jej miejsce zajęły nieliczne utwory artystyczne (np. Dwa końce świata Antoniego Słonimskiego z 1937). Do konwencji fantastyki naukowe nawiązywał m.in. Stefan Żeromski („promienie Dana” z Róży z 1909; „szklane domy” z Przedwiośnia z 1924).

### 1945–1989

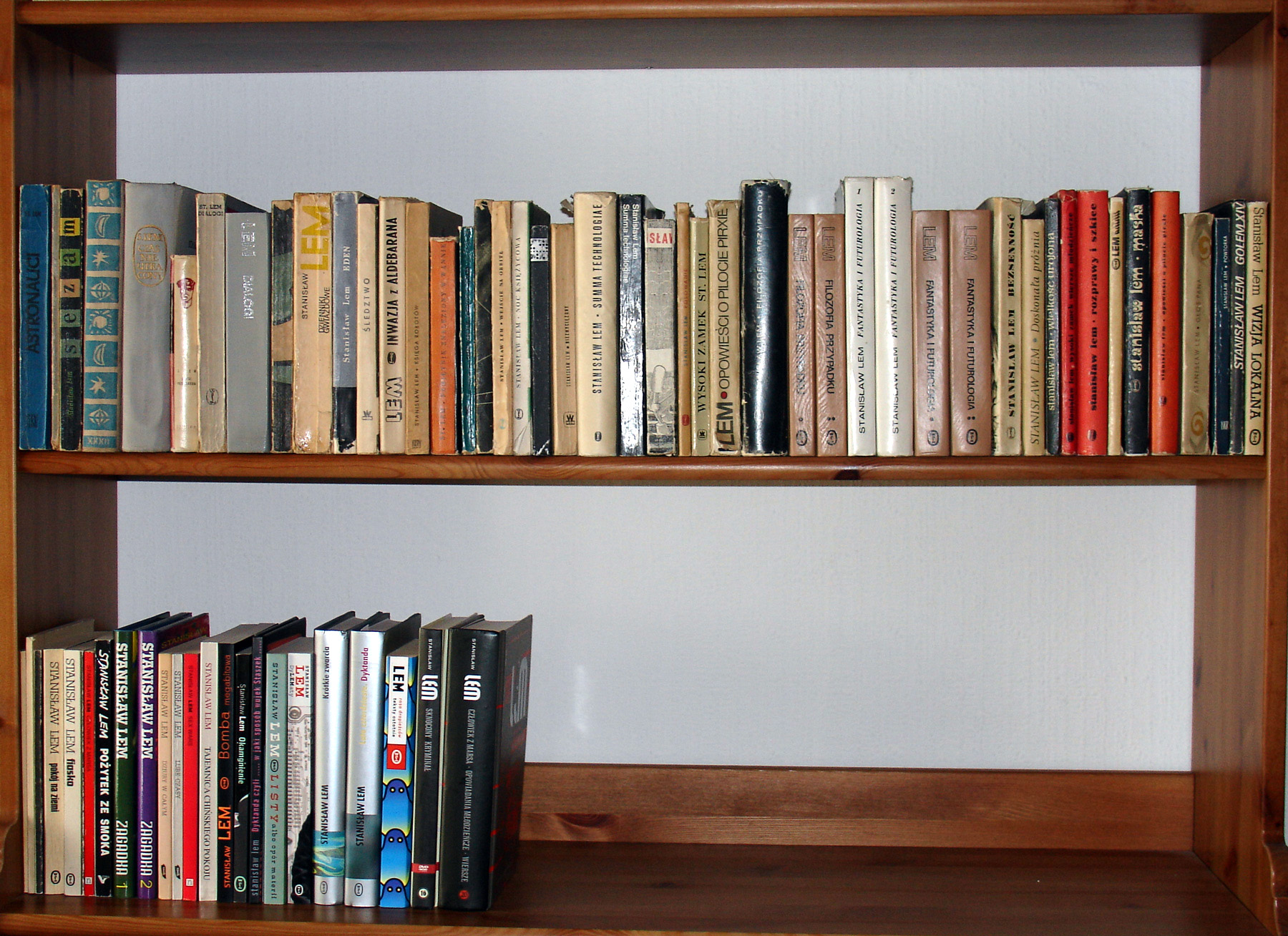
Pierwsze wydania wszystkich książek Stanisława Lema

W pierwszych latach po II wojnie światowej literatury fantastycznonaukowa była traktowana przez władze PRL z rezerwą. Mimo to w 1946 w czasopiśmie „Nowy Świat Przygód” ukazała się pierwsza powieść Lema, Człowiek z Marsa. Pierwsza książkowa powojenna s-f to Schron na Placu Zamkowym. Powieść o Warszawie z 1980 roku  Andrzeja Ziemięckiego z 1947; w tym samym roku ukazała się Baczność! A. R. 7: Powieść o atomie Kazimierza Wroczyńskiego. Niejaki wzrost zainteresowania fantastyką wywołała antologia Polska nowela fantastyczna wydana w 1949 przez Juliana Tuwima. W 1951 książkowym wydaniem Astronautów debiutował Lem, który w 1955 wydał jeszcze Obłok Magellana. W czasach realnego socjalizmu ukazały się jeszcze dwie dydaktyczne powieści Mariana Leona Bielickiego: Bakteria 0.78 (1951) i Dżuma rusza do ataku (1955) oraz pierwsze dwa tomy trylogii Krzysztofa Borunia i Andrzeja Trepki – Zagubiona przyszłość (1953) i Proxima (1955). Niestety, przyjęte w 1949 założenia socrealizmu spowodowały, że wszystkie te utwory są napisane tendencyjnie, a nawet niekiedy wręcz karykaturalnie.
Odwilż gomułkowska doprowadziła m.in. do zmian w polityce kulturalnej, w związku z czym mogły ukazać się powieści napisane lata wcześniej – w 1956 Zaziemskie światy weterana polskiej fantastyki Władysława Umińskiego i Ludzi ery atomowej Romana Gajdy (obydwie ukończone w 1948). Twórczość tego okresu charakteryzuje się optymistyczną wizją przyszłego społeczeństwa, które po zaspokojeniu swoich potrzeb na Ziemi postanawia „sięgnąć gwiazd”. Przed rokiem 1960 ukazało się jeszcze kilka powieści o różnej wartości takich, jak: Przez ocean czasu Bohdana Korewickiego, W pogoni za Czarnym Karłem Eugeniusza Morskiego, Aspazja Andrzeja Ostoi, Katastrofa na „Słońcu Antarktydy” Adama Hollanka oraz ostatnia część trylogii Brunia i Trepki Kosmiczni bracia. Zaczęto w Polsce drukować wreszcie utwory fantastycznonaukowe zachodnich autorów (pierwsze amerykańskie antologie: W stronę czwartego wymiaru i Rakietowe szlaki wydano w 1958 staraniem Juliana Stawińskiego).
Lata 60. to rozkwit twórczości Lema, który wydał wtedy takie powieści, jak: Eden (wydana jeszcze w 1959), Solaris, Powrót z gwiazd i  Pamiętnik znaleziony w wannie (wszystkie 1961), Niezwyciężony (1964) i Głos Pana (1968). Równolegle w twórczości Lema pojawiły się elementy groteskowe, które nawiązywały do powiastek filozoficznych wcześniejszych autorów (np. Dzienniki gwiazdowe, Księga robotów, Cyberiada). To także czas krystalizacji konwencji polskiej fantastyki naukowej, która dokonała się dzięki pisarzom takim jak Lem, Krzysztof Boruń, Konrad Fiałkowski, Maciej Kuczyński czy Witold Zegalski. W tym czasie debiutowali m.in. Henryk Gajewski, Dariusz Filar, Tadeusz Zbigniew Dworak, Andrzej Stoff, Edmund Wnuk-Lipiński i Janusz A. Zajdel, fantastyczne utwory dla młodzieży wydali także Jerzy Broszkiewicz i Alfred Szklarski.
W latach 70. pierwsze utwory publikowali m.in. Bohdan Petecki, Wiktor Żwikiewicz oraz Adam Wiśniewski-Snerg, którego  debiut, powieść Robot, odbił się dużym echem w środowisku. Od końca lat 70. w polskiej fantastyce naukowej zaczął dominować nurt fantastyki socjologicznej, reprezentowany u nas przez Edmunda Wnuka-Lipińskiego, Janusza Zajdla, Marka Oramusa czy Macieja Parowskiego. Autorzy ci, opisując w swych utworach fikcyjne społeczeństwa krytykowali w rzeczywistości realny socjalizm. W latach 80. ostatnie utwory stricte fantastyczne opublikował Stanisław Lem (Wizja lokalna 1982, Pokój na Ziemi i Fiasko 1987).
W 1976 w Poznaniu odbył się III Eurocon.
Politycznie umotywowana cenzura w PRL-u miała znaczący wpływ na polską fantastykę. Wiele pomysłów i całych gatunków było mało realistyczne do zrealizowania. Według Macieja Parowskiego, z tego właśnie powodu w Polsce nie istniał w zasadzie gatunek historii alternatywnej (który mógł sugerować alternatywy dla komunistycznej Polski); podobnie fantastyka postapokaliptyczna była kontrowersyjna (jako mogąca sugerować przegraną ZSRR albo zaprzeczającą mitowi, że ZSRR pragnął pokoju). Podobnie rosnące zacofanie technologiczne kraju, i jego uzależnienie od ZSRR, spowodowało zanik popularnego w Zachodniej fantastyce motywu postępu myśli technicznej (przynajmniej w kontekście Polski, czyli przedstawiana Polski przyszłości jako kraju technologicznie zaawansowanego, a Polskich naukowców jako pionierów postępu technicznego). Ogólnie, nie wolno było zmieniać przeszłości, a przyszłość nie powinna pokazywać wojny czy znaczących zmian (które mogłyby podważyć dogmat kontynuacji i tryumfu komunizmu). Zamiast tego, popularna stała się fantastyka socjologiczna, która umożliwiała zawoalowaną krytykę realiów tych czasów.

#### Wydawnictwa
Książki o tematyce zbliżonej do fantastyki wydawało po wojnie Wydawnictwo MON w serii Nauka, Fantazja, Przygoda, były to w większości tłumaczenia autorów sowieckich, a oprócz tego  Na młodych skrzydłach Janusza Przymanowskiego (1950), a poza serią Bakteria 078 Mariana Leona Bielickiego (1951).
Wydawnictwo Iskry pierwszą książkę fantastycznonaukową wydało w 1953 r. (w tym roku wydano dwie powieści radzieckie: Nową planetę Wiktora Saparina i Plutonię Władimira Obruczewa). Od 1966 r. wydawnictwo rozpoczęło wydawanie pierwszej polskiej serii wydawniczej z dziedziny fantastyki Fantastyka-Przygoda (do połowy lat 90. ukazało się ponad 100 tomów), której redaktorem z czasem został Lech Jęczmyk. Ponadto od 1970 r. redagował on cykl antologii opowiadań s-f Kroki w nieznane.
Wydawnictwo „Nasza Księgarnia” opublikowało pierwszą pozycję s-f w 1954 r. (było to wznowienie Bakterii 078 Mariana Leona Bielickiego). Oficyna zapisała się w historii, publikując pierwszą na polskim rynku wydawniczym antologię s-f – Posłanie z piątej planety (1964), plon międzynarodowego konkursu czytelniczego, z przedmową Zbigniewa Przyrowskiego. Ten zasłużony wydawca, nazwany „Hugo Gernsbackiem polskiej fantastyki”, był także redaktorem kolejnych antologii, odzwierciedlających rozwój i historię polskiej s-f: Nowa cywilizacja, Wołanie na Mlecznej Drodze i Drugi próg życia. Od 1974 r. nakładem „Naszej Księgarni” ukazywała się seria Stało się jutro (do 1990 r. 33 tomy).
Również Wydawnictwo Poznańskie miało swoją serię fantastyki naukowej. Pierwszych kilka pozycji ukazało się w ramach krótko ukazującej się serii Przygoda. Awantura. Sensacja (m.in. Eugeniusz Morski W pogoni za Czarnym Karłem – 1957, Witold Zegalski Krater czarnego snu – 1960). Druga seria, książki sygnowane literami SF ukazywała się od 1975 r., i była to głównie polska niszowa fantastyka (Czesław Chruszczewski, Jacek Sawaszkiewicz), ale wydano tu także fundamentalną pracę historyczną Antoni Smuszkiewicza Zaczarowana gra. Zarys dziejów polskiej fantastyki naukowej, czy Leksykon polskiej literatury fantastycznonaukowej Niewiadowskiego i Smuszkiewicza.
W tym 1974 r. Krajowa Agencja Wydawnicza zapoczątkowała serię Fantazja–Przygoda–Rozrywka (do 1985 ukazało się 33 tomów oraz 12 zeszytów). W latach 80. ukazało się kilka tomów antologii młodych Spotkania w przestworzach.
Spółdzielnia Wydawnicza „Czytelnik” zapisała się wydając pierwszą powieść s-f Stanisława Lema Astronauci. Po odejściu z „Iskier” w 1978 r. w „Czytelniku” rozpoczął edycję Serii z Kosmonautą Lech Jęczmyk (do początku lat 90. ukazało się 40 tomów). W 1980 uzyskała ona nagrodę Premio Europeo na V Euroconie w Stresie, dwa lata później zaś nagrodę Prix Europeen na VI Euroconie w Mönchengladbach.
W 1983 r. redakcję fantastyki, z Wiktorem Bukato i Markiem S. Nowowiejskim na czele, powołało Wydawnictwo Alfa. Jako pierwsza ukazała się seria „Dawne Fantazje Naukowe”. Dwa lata później rozpoczęła ukazywać się seria „Biblioteka Fantastyki” (m.in. debiut Rafała Ziemkiewicza). Oficyna wydała także pomnikową antologię krytyczną Jamesa Gunna Droga do science fiction, a także wznowienie rozbudowanej przez Stefana Otcetena tuwimowskiej serii Polska nowela fantastyczna.
Krakowskie Wydawnictwo Literackie, główny wydawca dzieł Stanisława Lema, publikowało z rzadka fantastykę naukową w ramach serii „Fantastyka i Groza”. Kwestie polityczne sprawiły, że nie udała się próba wydawania przez oficynę serii fantastycznej pod patronatem Lema – w ramach serii „Stanisław Lem poleca” ukazały się tylko 4 książki. Pozostałe wydawnictwa publikowały fantastykę z rzadka.

#### Czasopisma

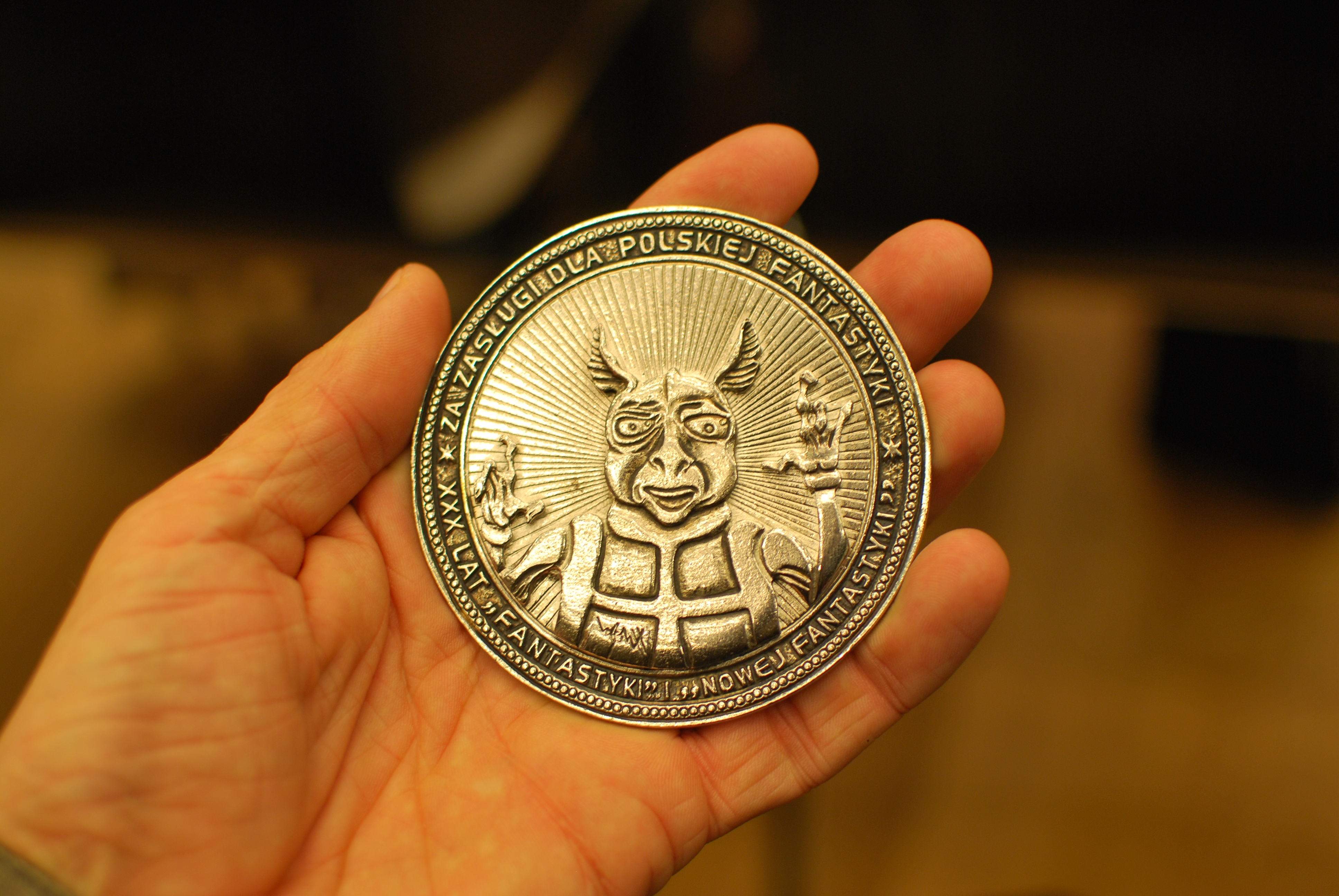
Medal pamiątkowy z okazji 30-lecia Fantastyki w 2012 (23. Międzynarodowy Festiwal Komiksu i Gier w Łodzi)

Fantastyka naukowa zaczęła ukazywać się w polskiej prasie zaraz po zakończeniu II wojny światowej. W 1955 w „Młodym Techniku” pojawiły się polskie utwory, których autorami byli przeważnie debiutanci. Jeden z redaktorów naczelnych tej gazety, Zbigniew Przyrowski, zajmował się m.in. przeprowadzaniem konkursów oraz opracowywaniem antologii i serii wydawniczych. Od lat 70. fantastyka naukowa zaczęła być drukowana w „Perspektywach”, „Problemach”, „Argumentach”, „Przeglądzie Technicznym”, „Razem” i Tygodniku Studenckim „Politechnik”.
W drugiej połowie lat 70. ogólnopolskie czasopismo poświęcone fantastyce próbował powołać poznański pisarz i działacz Czesław Chruszczewski, ale zamiar się nie powiódł. Andrzej Wójcik wspomina, że na pomysł utworzenia czasopisma wpadł członek  Ogólnopolskiego Klubu Miłośników Fantastyki i Science Fiction Andrzej Pruszyński. Po latach starań, w których pomocne okazały się kontakty z działaczami PZPR, Hieronimem Kubiakiem i Karolem Rodkiem (ojcem działacza fandomu Jacka Rodka), grupa entuzjastów w maju 1982 uzyskała zgodę na uruchomienie czasopisma. Władze nie zgodziły się, by redaktorem naczelnym został Krzysztof Boruń, więc mianowano nim Adama Hollanka.
Pierwszy numer pisma – miesięcznika „Fantastyka” – ukazał się w październiku 1982. Jego ukazanie się stało się kamieniem milowym dla polskich miłośników oraz twórców fantastyki. Wśród zespołu redakcyjnego należy wymienić Macieja Parowskiego, który w dużej mierze kreował obraz polskiej fantastyki w kolejnych latach. Wydawane od 1982 czasopismo pod względem nakładu było swego czasu pierwszą w Europie oraz drugą na świecie gazetą poświęconym fantastyce (140 tys. egzemplarzy).

### Po 1989
Transformacja systemowa jaka miał miejsce w 1989 wpłynęła także na pozycję literatury fantastycznej w kraju. Monopolistyczne pozycje utraciły państwowe wydawnictwa książkowe. Nowo powstałe, często efemeryczne firmy nadrabiały wieloletnie zaległości, wydając masowo zachodnią literaturę s-f, często niewysokich lotów. Z czasem rynek okrzepł i zaczęło się liczyć kilka najważniejszych wydawnictw, wśród których należy wymienić oficyny: Prószyński i S-ka, SuperNowa, Wydawnictwo Amber, Dom Wydawniczy Rebis, Phantom Press, Wydawnictwo Mag, Agencja Wydawnicza Runa, Oficyna Wydawnicza Arax, Zysk i S-ka, Media Rodzina, Solaris, Muza, Wydawnictwo SQN, Fabryka Słów.
Jeszcze w latach 80. rozpoczęto przyznawanie nagród literackich dla najlepszych utworów fantastycznych. Za najważniejszą nagrodę krajową należy uznać Nagrodę im. Janusza A. Zajdla, przyznawaną corocznie przez uczestników konwentu Polcon. Również od połowy lat 80. swe nagrody Śląkfa przyznaje Śląski Klub Fantastyki. Od 2008 pod patronatem Stowarzyszenia Pisarzy Polskich przyznawana jest Nagroda Literacka im. Jerzego Żuławskiego. Swą nagrodę przyznaje także miesięcznik „Nowa Fantastyka”.
Po 1989 pojawiły się nowe gwiazdy polskiej fantastyki, wśród których należy wymienić takie postacie, jak: Jacek Dukaj, Marek S. Huberath, Rafał Kosik, Szczepan Twardoch, Wit Szostak, Łukasz Orbitowski.
Przemiany dotknęły także jedyny na rynku periodyk, „Fantastykę”. Upadek państwowego wydawcy sprawił, że pismo przejął zespół redakcyjny, a redaktorem naczelnym został najpierw Lech Jęczmyk, a potem na dłuższy czas Maciej Parowski. W 1990 grupa młodych twórców, skupiona wokół grupy Trust (potem Klub Tfurców, m.in. Rafał Ziemkiewicz i Jarosław Grzędowicz) rozpoczęła wydawanie miesięcznika „Fenix”. Pojawiły się także inne tytuły: „Science Fiction”, „SFinks”. Podjęto także próby wydawania polskich mutacji zachodnich czasopism – przez krótki czas ukazywały się „Asimov’s Science Fiction” i „The Magazine of Fantasy & Science Fiction”.

## Krytyka literacka
Badania nad romansem naukowym rozpoczęły się na początku XX wieku. Na srebrnym globie. Rękopis z Księżyca, pierwszy tom Trylogii księżycowej Żuławskiego doczekał się w 1903 omówienia krytycznego. Recenzje i omówienia drukowały  Prawda. Kuryer Literacko-Naukowy, Museion, Chimera, Książka, Kurier Naukowy oraz Tygodnik Ilustrowany. Między I a II wojną światową o fantastyce pisali w Polsce m.in. Karol Irzykowski (Fantastyka z 1918), Stanisław Baczyński (O pojęciu fantastyczności z 1927), Kazimierz Czachowski (Obraz współczesnej literatury polskiej z lat 1934–1936, gdzie znalazł się rozdział Fantastyka) i Ignacy Fik (Dwadzieścia lat literatury polskiej z 1939, gdzie znalazł się podział gatunku). Powojenna krytyka uznawała początkowo fantastykę naukową za zachodnią literaturę rozrywkową. Pierwszej powieści Lema bronili wtedy m.in. Andrzej Kijowski, Ludwik Flaszen i Adam Hollanek. Sam autor wyraził swoje stanowisko w artykułach O współczesnych zadaniach i metodzie pisarstwa fantastyczno-naukowego (Nowa Kultura, nr 39 z 1952) oraz Imperializm na Marsie (Życie Literackie, nr 7 z 1953). Od tego momentu krytyka literacka zdominowana została przez „twórczą refleksję Lema”.

## Fandom

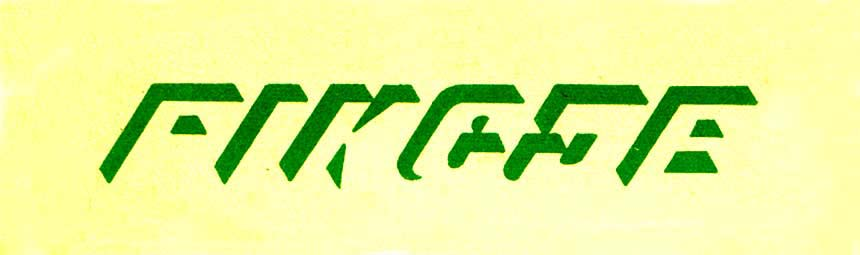
Logo Fikcji

Fanziny poświęcone fantastyce naukowej pojawiły się w Polsce wraz z powstaniem pierwszych organizacji zrzeszających miłośników tego gatunku w latach 70. Jednymi z pierwszych zinów były Informator miłośników fantastyki (wydawany od 1976 przez Ogólnopolski Klub Miłośników Fantastyki i Science Fiction), Somnambul (kilkanaście numerów wydanych w latach 1978–1979 przez Klub Miłośników Fantastyki i SF działający przy Śląskiej Akademii Medycznej), Materiały (miesięcznik wydawany w latach 1979–1980) i Pulsar (pierwszy numer, poświęcony historii i krytyce fantastyki naukowej, ukazał się w lipcu 1979). Inne ziny okresu PRL to Fikcje, Kurier Fantastyczny, Tachion, No Wave, Kwazar (wydawany w latach 1979–1985; uznany za najlepszy fanzin na VII Euroconie w Lublanie w 1983), SFanzin, Radiant (1978–1981), Spectrum (1982–1984), Wizje (2 numery w 1981) i XYX.

### Organizacje

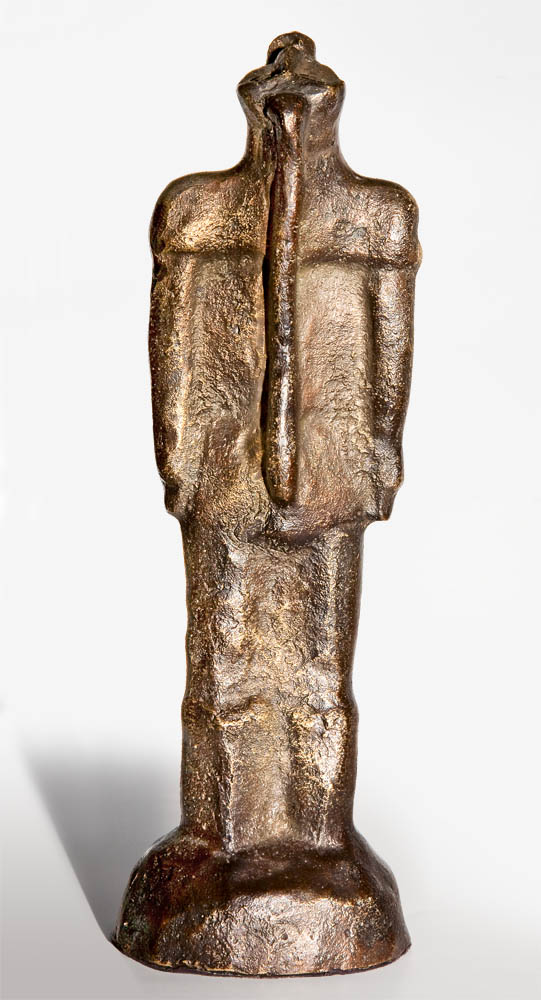
Statuetka nagrody Sfinks przyznawana przez czasopismo o tym samym tytule

W lutym 1976 w wyniku połączenia warszawskiego Klubu Miłośników Fantastyki przy Staromiejskim Klubie Kolekcjonerów „Antykwariat” oraz Studenckiego FAN-Clubu przy klubie Socjalistycznego Związku Studentów Polskich Uniwersytetu Warszawskiego „UBAB” powstał Ogólnopolski Klub Miłośników Fantastyki i Science Fiction. OKMFiSF współpracował z czasopismami takimi jak Argumenty, itd, Perspektywy, Razem, Nowy Wyraz (w 1977 ukazał się numer specjalny poświęcony utworom twórców związanych w Klubem), Sztandar Młodych i Tygodnik Demokratyczny. OKMFiSF rozwiązano w 1981. 15 czerwca tego samego roku zarejestrowano Polskie Stowarzyszenie Miłośników Fantastyki, które posiadało swoje oddziały w Olsztynie, Warszawie, Zielonej Górze, Pruszkowie, Staszowie, Żyrardowie, Opolu, Ostrołęce, Bydgoszczy, Lublinie, Świnoujściu i Kielcach. PSMF wydawało pisma Feniks i SFera, a także prowadziło Fundusz im. Stefana Grabińskiego, z którego finansowano stypendia i zapomogi dla twórców. Liczba członków w 1985 wynosiła ok. 1500 osób.
W Polsce Ludowej, prócz OKMFiSF oraz PSMF, organizacje fanowskie działały m.in. w Białymstoku, Bydgoszczy, Chełmnie, Częstochowie, Gdańsku (Gdański Klub Fantastyki), Gliwicach, Gorzowie Wielkopolskim, Inowrocławiu, Katowicach (Śląski Klub Fantastyki), Kętrzynie, Kłodzku, Koninie, Krakowie, Łodzi, Opolu (SOKIBUS-F), Piotrkowie Trybunalskim, Poznaniu, Płocku, Rzeszowie, Skoczowie, Szczecinie i Wrocławiu.